# میدان نفتی چهار بیشه
میدان نفتی چهار بیشه از میدان‌های نفتی ایران است، که در جنوب غربی استان کهگیلویه و بویراحمد، حد فاصل استان‌های فارس، بوشهر و کهگیلویه و بویراحمد مستقر می‌باشد.
میدان چهار بیشه در سال ۱۳۸۶ کشف شد. میزان ذخیره درجای نفت خام این میدان بالغ بر ۲۳۷ میلیون بشکه برآورد می‌شود، که با ضریب بازیافت ۱۹ درصد، قابلیت برداشت ۴۵ میلیون بشکه نفت را دارد. ظرفیت تولید میدان نفتی چهار بیشه به‌طور میانگین معادل ۳ هزار بشکه در روز اعلام شده است. میدان چهار بیشه از میدان‌های تحت مدیریت شرکت بهره‌برداری نفت و گاز گچساران می‌باشد، که از زیرمجموعه‌های شرکت ملی مناطق نفت‌خیز جنوب بشمار می‌آید.